# Osek (district de Jičín)
Pour les articles homonymes, voir Osek.
Osek (en allemand : Osek, précédemment : Wosek) est une commune du district de Jičín, dans la région de Hradec Králové, en République tchèque. Sa population s'élevait à 232 habitants en 2022.

## Géographie
Osek se trouve à 2 km à l'ouest du centre de Sobotka, à 15 km à l'ouest-nord-ouest de Jičín, à 56 km au nord-ouest de Hradec Králové et à 66 km au nord-est de Prague.
La commune est limitée par Libošovice au nord, par Sobotka à l'est et au sud, et par Dolní Bousov à l'ouest .

## Histoire
La première mention écrite de la localité date de 1352.

## Patrimoine

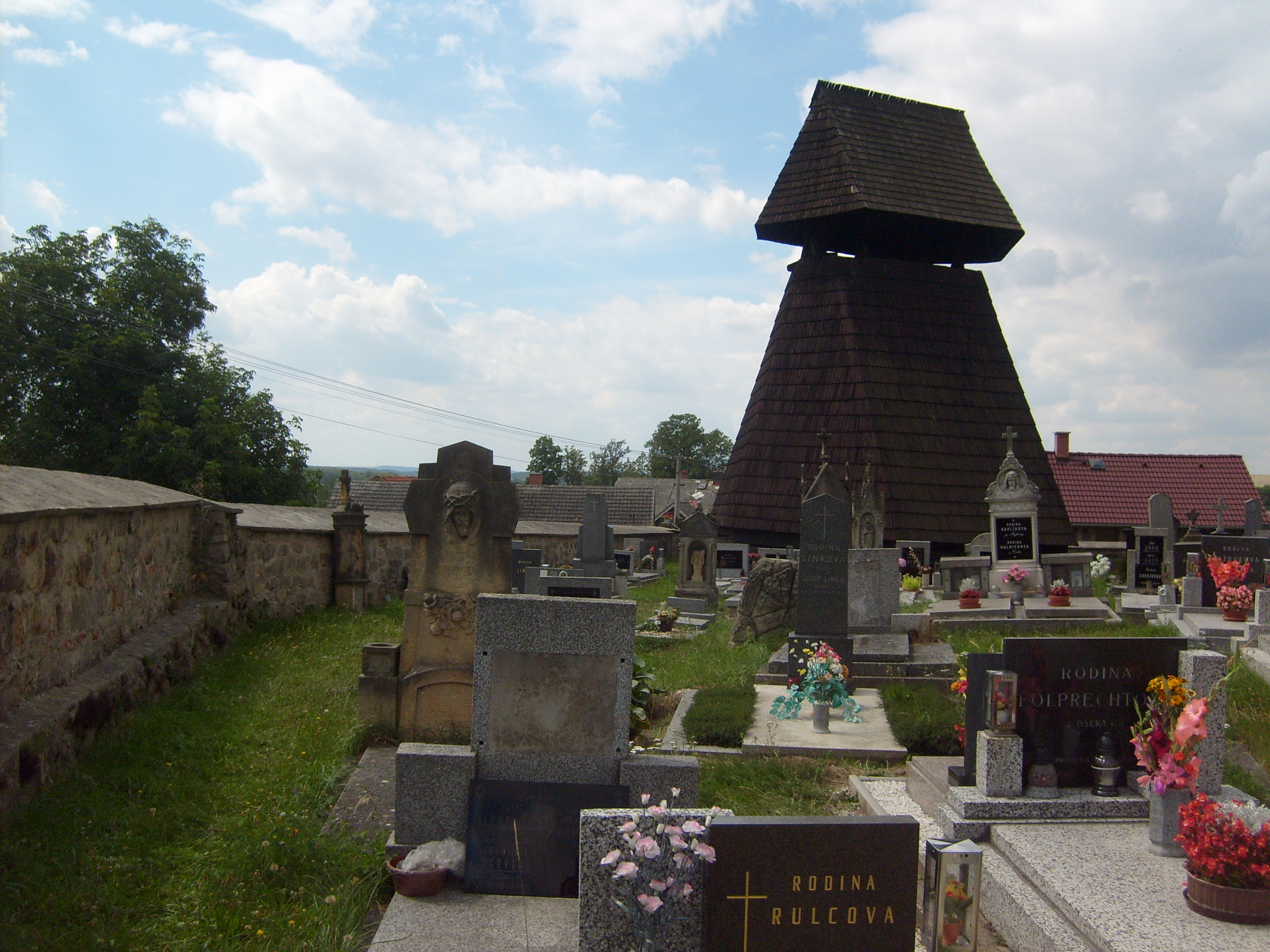
Clocher de l'église d'Osek.
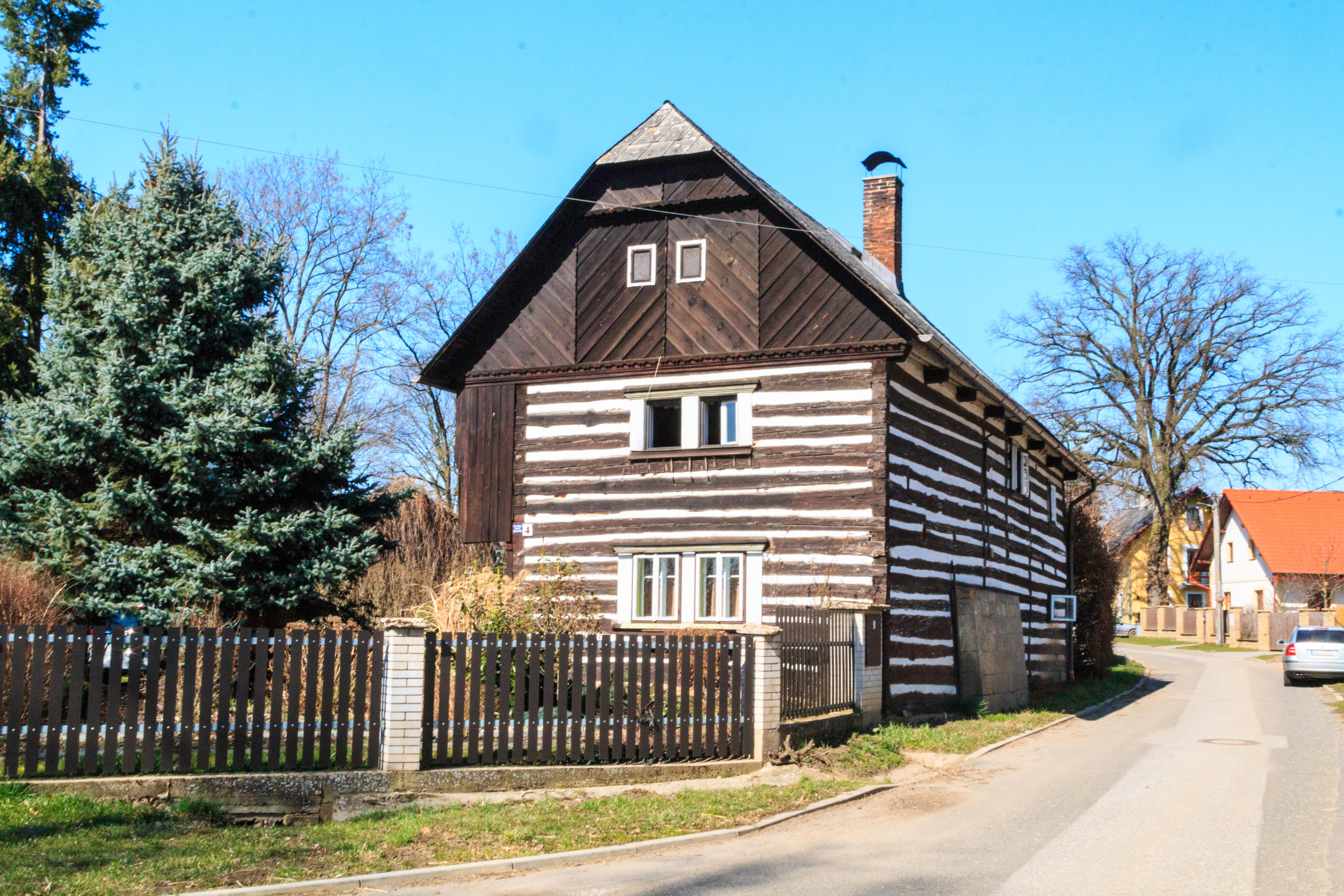
Architecture rurale traditionnelle.

## Transports
Par la route, Osek se trouve à 4,5 km de Dolní Bousov, à 15 km de Jičín, à 64 km de Hradec Králové et à 80 km de Prague. 